# 린지 그레이엄

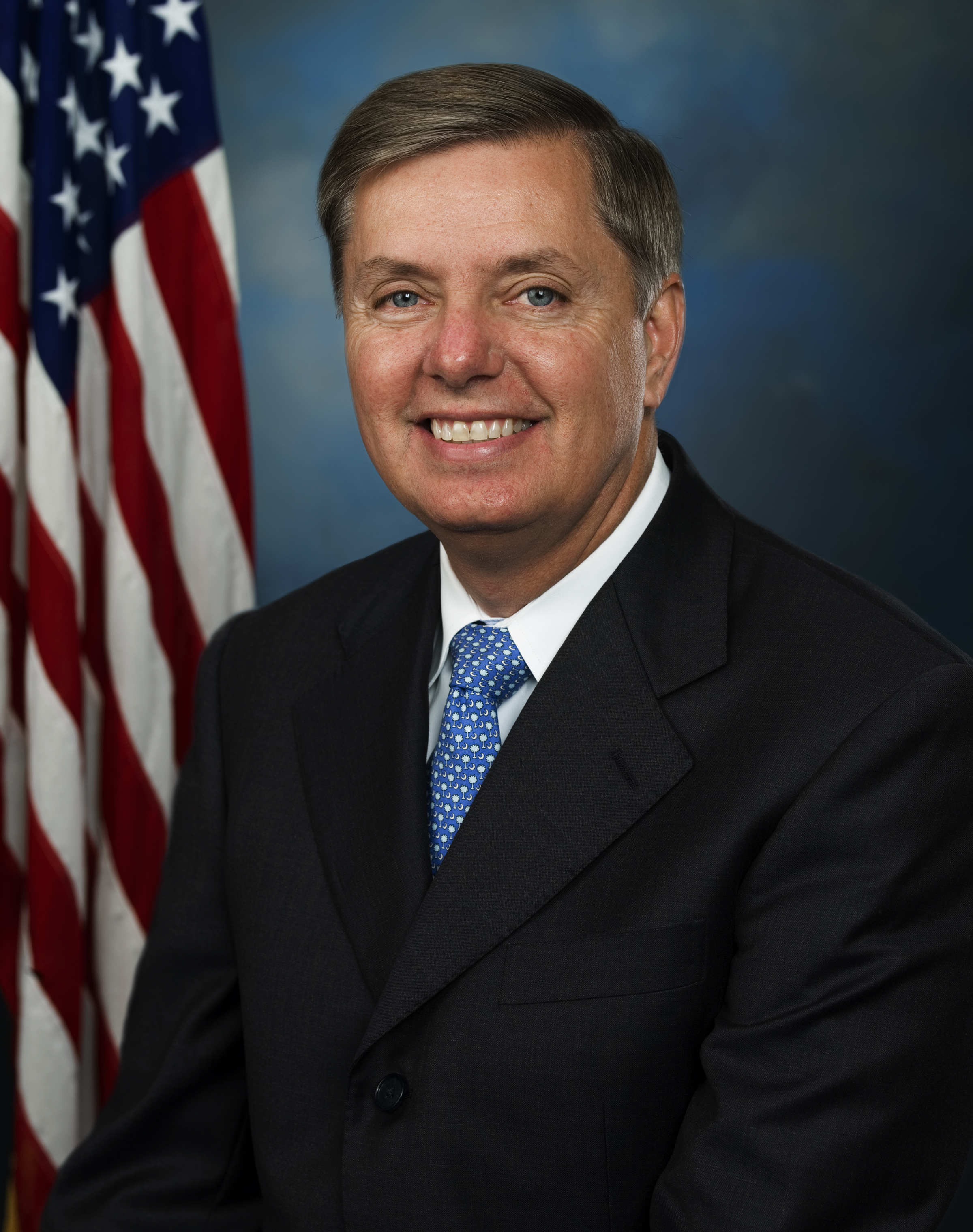
공식 사진(2006년 촬영)

린지 올린 그레이엄(영어: Lindsey Olin Graham, 1955년 7월 9일~)은 미국의 정치인이다. 미 공군에서 대령으로 복무하다 연방 하원의원에 당선되어 8년 동안 활동하였다. 2003년 스트롬 서먼드의 뒤를 이어 사우스캐롤라이나주를 대표하는 연방 상원의원으로 선출되었다. 2015년 대통령 선거 출마를 선언하였지만 낮은 지지율 속에 그 해 말에 조기 사퇴하였다. 상당히 호전적인 인물이라 도널드 트럼프와 갈등을 빚기도 했다. 그는 러시아인이나 기타 다른 사람들이 죽어도 상관없다는 식의 발언을 하기도 했다. 화성 15호 발사당시 주한미군 가족 철수에 대한 발언등으로 논란을 빚었다.

## 역대 선거 결과
| 선거명      | 직책명                                | 대수  | 정당   | 득표율 | 득표수      | 결과 | 당락                             |
| ----------- | ------------------------------------- | ----- | ------ | ------ | ----------- | ---- | -------------------------------- |
| 1992년 선거 | 하원의원 (사우스캐롤라이나 제2선거구) | 60대  | 공화당 | 60.44% | 6,389표     | 1위  | 사우스캐롤라이나 주의원 당선     |
| 1994년 선거 | 하원의원 (사우스캐롤라이나 제3선거구) | 104대 | 공화당 | 60.06% | 90,123표    | 1위  | 사우스캐롤라이나주 하원의원 당선 |
| 1996년 선거 | 하원의원 (사우스캐롤라이나 제3선거구) | 105대 | 공화당 | 60.29% | 114,273표   | 1위  | 사우스캐롤라이나주 하원의원 당선 |
| 1998년 선거 | 하원의원 (사우스캐롤라이나 제3선거구) | 106대 | 공화당 | 99.69% | 129,047표   | 1위  | 사우스캐롤라이나주 하원의원 당선 |
| 2000년 선거 | 하원의원 (사우스캐롤라이나 제3선거구) | 107대 | 공화당 | 67.76% | 50,176표    | 1위  | 사우스캐롤라이나주 하원의원 당선 |
| 2002년 선거 | 상원의원 (사우스캐롤라이나 제2부)     | 108대 | 공화당 | 54.40% | 600,010표   | 1위  | 사우스캐롤라이나주 상원의원 당선 |
| 2008년 선거 | 상원의원 (사우스캐롤라이나 제2부)     | 111대 | 공화당 | 57.53% | 1,076,534표 | 1위  | 사우스캐롤라이나주 상원의원 당선 |
| 2014년 선거 | 상원의원 (사우스캐롤라이나 제2부)     | 114대 | 공화당 | 54.27% | 672,941표   | 1위  | 사우스캐롤라이나주 상원의원 당선 |
| 2020년 선거 | 상원의원 (사우스캐롤라이나 제2부)     | 117대 | 공화당 | 54.44% | 1,369,137표 | 1위  | 사우스캐롤라이나주 상원의원 당선 |